# Xanthorhoe fumipennis
Xanthorhoe fumipennis är en fjärilsart som beskrevs av George Francis Hampson 1891. Xanthorhoe fumipennis ingår i släktet Xanthorhoe och familjen mätare. Inga underarter finns listade i Catalogue of Life.